# Andrea Dotti (médecin)
Pour les articles homonymes, voir Andrea, Dotti et Andrea Dotti.
Le comte Andrea Paolo Mario Dotti (né le 18 mars 1938 à Naples en Italie et mort le 30 septembre 2007 à Rome) était un psychiatre italien. Il fut le second mari d'Audrey Hepburn de 1969 à 1982.

## Biographie
Andrea Dotti est mort des suites d'une  perforation intestinale, complication d'une coloscopie.